# Julio Cruz (meksykański piłkarz)
Julio César Cruz González (ur. 23 listopada 1995 w Minatitlán) – meksykański piłkarz występujący na pozycji napastnika, od 2024 roku zawodnik brunejskiego DPMM.